# 90's Pop Tour, Vol.2
90's Pop Tour, Vol. 2 es el segundo álbum en vivo de la gira 90's Pop Tour, en su segunda etapa, realizada por OV7, Beto Cuevas, Fey, JNS, Calo, Litzy, The Sacados, El Círculo, MDO e Irán Castillo. El álbum fue lanzado al mercado por Sony Music el 20 de abril de 2018, en formato físico y digital. Incluye un DVD con la presentación de los diez artistas.
El álbum fue grabado del concierto del 30 de noviembre de 2017, en la Arena Ciudad de México, donde se contó con la participación de Dulce María, Kalimba, M'balia Marichal y Cynthia Nilson (integrante de The Sacados) como invitados especiales.

## Antecedentes
En junio de 2017, la gira lanzó su primer álbum + DVD titulada simplemente 90's Pop Tour (ahora referida como el Vol. 1), el cual contó con la participación de Aleks Syntek y Erik Rubín, quienes dejaran de formar parte de la gira en su segunda etapa. 

## Contenido
Muchas de las canciones interpretadas en el primer volumen, reaparecen en esta segunda entrega, manteniendo las mismas colaboraciones excepto en las cuales participaban Aleks Syntek y Erik Rubín, incorporando a los nuevos artistas del elenco. En total, 13 nuevas canciones fueron agregadas con respecto al primer álbum, las cuales provienen de los catálogos tanto de los nuevos artistas como de los que ya pertenecían a la gira en su primera etapa. 
Los temas de cada artista incluidos en la gira son:
- OV7 (Antes Onda Vaselina): Vuela Más Alto, Tus Besos, No Es Obsesión, Enloquéceme, Aum Aum, Te Quiero Tanto, Tanto, Shabadabadá, Mírame a los Ojos
- Fey: Azúcar Amargo, Popocatépetl, Ni Tú Ni Nadie, Te Pertenezco, La Noche se Mueve, Muévelo
- JNS (Antes Jeans): La Ilusión del Primer Amor, Entre Azul y Buenas Noches, Sólo Vivo Para Ti, Dime Que Me Amas, Enferma de Amor, Pepe
- Calo: Ponte Atento, Capitán, El Cubo, Formas de Amor, Colegiala, No Puedo Más
- Litzy: No Hay Palabras, Quisiera Ser Mayor, No Te Extraño
- The Sacados: Ritmo de la Noche, Pensando en Esa Chica, Bikini a Lunares Amarillo, Más de lo Que Te Imaginas
- El Círculo (Antes Ragazzi): Baila, Ayúdame, Veneno, Sube Que Baja
- MDO: No Puedo Olvidarme de Ti, Dame un Poco Más, Te Quise Olvidar, Medley Súbete a Mi Moto / Claridad
- Irán Castillo: Por Ti, Por Mí, Yo Por Él

Las canciones en las que participaron los artistas invitados son:
- Entre Azul y Buenas Noches - JNS con Dulce María (exintegrante de Jeans)
- Enloquéceme - OV7 con Kalimba y M'balia Marichal (exintegrantes de OV7)
- Más de lo Que Te Imaginas - The Sacados con Cynthia Nilson (exintegrante de The Sacados, pero solo participa en esta canción, y no participó en el primer volumen)
- No Puedo Más - Calo con Kalimba  (exintegrante de OV7)

## Lista de canciones

### CD
| 90's Pop Tour, Vol.2 (En Vivo) CD 1 |                                                    |          |  |
| N.º                                 | Título                                             | Duración |  |
| 1.                                  | «No Puedo Olvidarme De Ti» (MDO)                   | 3:50     |  |
| 2.                                  | «Baila» (El Círculo)                               | 4:10     |  |
| 3.                                  | «Pensando en Esa Chica» (The Sacados)              | 4:43     |  |
| 4.                                  | «La Ilusión del Primer Amor» (JNS)                 | 3:46     |  |
| 5.                                  | «Popocatépetl» (Fey ft. MDO, Calo)                 | 3:37     |  |
| 6.                                  | «Entre Azul y Buenas Noches» (JNS ft. Dulce María) | 4:43     |  |
| 7.                                  | «Por Ti, Por Mí» (Irán Castillo ft. JNS)           | 3:25     |  |
| 8.                                  | «Tus Besos» (OV7 ft. El Círculo)                   | 3:22     |  |
| 9.                                  | «Dame un Poco Más» (MDO)                           | 4:28     |  |
| 10.                                 | «Ni Tú Ni Nadie» (Fey ft. Beto Cuevas)             | 4:13     |  |
| 11.                                 | «Sólo Vivo Para Ti» (JNS ft. MDO)                  | 4:22     |  |
| 12.                                 | «Ayúdame» (El Círculo ft. JNS)                     | 5:32     |  |
| 13.                                 | «Dime Que Me Amas» (JNS ft. OV7)                   | 3:22     |  |
| 14.                                 | «Quisiera Ser Mayor» (Litzy ft. OV7)               | 3:41     |  |
| 15.                                 | «Te Pertenezco» (Fey ft. Calo)                     | 4:10     |  |
| 61:24                               |                                                    |          |  |

| 90's Pop Tour, Vol.2 (En Vivo) CD 2 |                                                                                            |          |  |
| N.º                                 | Título                                                                                     | Duración |  |
| 1.                                  | «Enloquéceme» (OV7 ft. Kalimba, M'balia)                                                   | 5:40     |  |
| 2.                                  | «Colegiala» (Calo ft. OV7)                                                                 | 4:12     |  |
| 3.                                  | «Te Quise Olvidar» (MDO ft. JNS)                                                           | 4:32     |  |
| 4.                                  | «Yo Por Él» (Irán Castillo)                                                                | 4:17     |  |
| 5.                                  | «Aum Aum» (OV7 ft. JNS)                                                                    | 3:56     |  |
| 6.                                  | «Más de lo Que Te Imaginas» (The Sacados ft. OV7)                                          | 3:35     |  |
| 7.                                  | «Veneno» (El Círculo ft. OV7)                                                              | 4:12     |  |
| 8.                                  | «Te Quiero Tanto, Tanto» (OV7 ft. Beto Cuevas)                                             | 4:19     |  |
| 9.                                  | «Súbete a mi Moto / Claridad (Medley)» (MDO ft. Calo, OV7, The Sacados, El Círculo)        | 4:58     |  |
| 10.                                 | «No Te Extraño» (Litzy)                                                                    | 4:08     |  |
| 11.                                 | «No Puedo Más» (Calo ft. Kalimba)                                                          | 5:18     |  |
| 12.                                 | «Shabadabada» (OV7 ft. Fey, Calo, JNS, The Sacados, MDO, Litzy, Irán Castillo, El Círculo) | 4:24     |  |
| 13.                                 | «Sube Que Baja» (El Círculo ft. OV7, JNS, Calo)                                            | 3:12     |  |
| 14.                                 | «Mírame a los Ojos» (OV7 ft. Calo, Irán Castillo, Litzy, JNS)                              | 4:34     |  |
| 15.                                 | «Muévelo» (Fey ft. OV7, Calo, JNS, The Sacados, MDO, Litzy, Irán Castillo, El Círculo)     | 9:18     |  |
| 64:05                               |                                                                                            |          |  |

### DVD y Versión Deluxe digital del álbum
| 90's Pop Tour, Vol.2 (En Vivo) |                                                                                             |          |  |
| N.º                            | Título                                                                                      | Duración |  |
| 1.                             | «Ritmo de la Noche» (The Sacados ft. Fey, JNS, OV7, Litzy, Irán Castillo, Calo, El Círculo) | 3:46     |  |
| 2.                             | «No Puedo Olvidarme de Ti» (MDO)                                                            | 3:51     |  |
| 3.                             | «Ponte Atento» (Calo)                                                                       | 4:19     |  |
| 4.                             | «Baila» (El Círculo)                                                                        | 4:09     |  |
| 5.                             | «Pensando en Esa Chica» (The Sacados ft. Litzy)                                             | 4:44     |  |
| 6.                             | «La Ilusión del Primer Amor» (JNS)                                                          | 3:50     |  |
| 7.                             | «Azúcar Amargo» (Fey ft. Calo, JNS)                                                         | 5:05     |  |
| 8.                             | «Vuela Más Alto» (OV7)                                                                      | 4:29     |  |
| 9.                             | «Capitán» (Calo ft. The Sacados)                                                            | 3:37     |  |
| 10.                            | «No Hay Palabras» (Litzy ft. JNS)                                                           | 4:02     |  |
| 11.                            | «Popocatépetl» (Fey ft. MDO, Calo)                                                          | 3:39     |  |
| 12.                            | «Entre Azul y Buenas Noches» (JNS ft. Dulce María)                                          | 4:42     |  |
| 13.                            | «Por Ti, Por Mí» (Irán Castillo ft. JNS)                                                    | 3:25     |  |
| 14.                            | «Tus Besos» (OV7 ft. El Círculo)                                                            | 3:24     |  |
| 15.                            | «Dame un Poco Más» (MDO)                                                                    | 4:32     |  |
| 16.                            | «Ni Tú Ni Nadie» (Fey ft. Beto Cuevas)                                                      | 4:16     |  |
| 17.                            | «El Cubo» (Calo)                                                                            | 4:16     |  |
| 18.                            | «Bikini a Lunares Amarillo» (The Sacados ft. JNS)                                           | 3:42     |  |
| 19.                            | «No Es Obsesión» (OV7 ft. Fey)                                                              | 4:15     |  |
| 20.                            | «Sólo Vivo Para Ti» (JNS ft. MDO)                                                           | 4:26     |  |
| 21.                            | «Formas de Amor» (Calo ft. Litzy, JNS)                                                      | 4:43     |  |
| 22.                            | «Ayúdame» (El Círculo ft. JNS)                                                              | 5:32     |  |
| 23.                            | «Dime Que Me Amas» (JNS ft. OV7)                                                            | 3:21     |  |
| 24.                            | «Quisiera Ser Mayor» (Litzy ft. OV7)                                                        | 3:42     |  |
| 25.                            | «Te Pertenezco» (Fey ft. Calo)                                                              | 4:12     |  |
| 26.                            | «Enloquéceme» (OV7 ft. Kalimba, M'balia)                                                    | 5:41     |  |
| 27.                            | «Colegiala» (Calo ft. OV7)                                                                  | 4:14     |  |
| 28.                            | «Te Quise Olvidar» (MDO ft. JNS)                                                            | 4:36     |  |
| 29.                            | «Yo Por Él» (Irán Castillo)                                                                 | 4:21     |  |
| 30.                            | «La Noche se Mueve» (Fey ft. OV7)                                                           | 3:43     |  |
| 31.                            | «Aum Aum» (OV7 ft. JNS)                                                                     | 3:57     |  |
| 32.                            | «Más de lo Que Te Imaginas» (The Sacados)                                                   | 3:38     |  |
| 33.                            | «Veneno» (El Círculo ft. OV7)                                                               | 4:11     |  |
| 34.                            | «Te Quiero Tanto, Tanto» (OV7 ft. Beto Cuevas)                                              | 4:18     |  |
| 35.                            | «Enferma de Amor» (JNS ft. OV7, Litzy, Irán Castillo, Calo)                                 | 3:53     |  |
| 36.                            | «Súbete a Mi Moto / Claridad (Medley)» (MDO ft. Calo, OV7, The Sacados, El Círculo)         | 5:01     |  |
| 37.                            | «No Te Extraño» (Litzy)                                                                     | 4:10     |  |
| 38.                            | «Pepe» (JNS)                                                                                | 3:33     |  |
| 39.                            | «No Puedo Más» (Calo ft. Kalimba)                                                           | 4:26     |  |
| 40.                            | «Shabadabada» (OV7 ft. Fey, Calo, JNS, The Sacados, MDO, Litzy, Irán Castillo, El Círculo)  | 4:26     |  |
| 41.                            | «Sube Que Baja» (El Círculo ft. OV7, JNS, Calo)                                             | 3:14     |  |
| 42.                            | «Mírame a los Ojos» (OV7 ft. Calo, Irán Castillo, Litzy, JNS)                               | 4:34     |  |
| 43.                            | «Muévelo» (Fey ft. OV7, Calo, JNS, The Sacados, MDO, Litzy, Irán Castillo, El Círculo)      | 4:13     |  |
| 180:56                         |                                                                                             |          |  |

## Canciones omitidas

### La Ley, Beto Cuevas
La inclusión de Beto Cuevas al 90's Pop Tour agregó al setlist canciones interpretadas originalmente por La Ley (grupo musical del que formaba parte de 1987 a 2005, y de 2013 a 2016) y por él en solitario. Los temas se interpretaron a lo largo de la gira mientras él formaba parte del elenco, incluyendo el concierto que se grabó para la creación de este álbum. Sin embargo, la compañía discográfica propietaria de estos temas decidió no otorgar los permisos para que se publicaran junto con el resto del concierto, por lo que la participación de Beto Cuevas se reduce a únicamente su colaboración en Ni Tú Ni Nadie con Fey y Te Quiero Tanto, Tanto de OV7.
Las canciones que representarían a Beto Cuevas dentro del tour son:
- Día Cero (La Ley) interpretada por Beto Cuevas en solitario
- Vuelvo (Beto Cuevas) interpretada por Beto con Maya y María de Calo
- El Duelo (La Ley) interpretada por Beto con Fey
- Mentira (La Ley) interpretada por Beto con OV7
- Aquí (La Ley) interpretada por Beto junto con Ari y Oscar de OV7 y Dario de The Sacados
- Fuera de Mí (La Ley) interpretada por Beto con Litzy (existe otra versión interpretada por Beto con Lidia de OV7)

### Fey
Además de las canciones de Beto Cuevas, Media Naranja de Fey también fue excluida del álbum / DVD. Media Naranja fue interpretada por Fey junto con todas las mujeres de la gira con la participación de El Círculo.

## Reimpresión de la portada
El primer tiraje de la portada física del disco fue impreso con un error, al ser omitida la foto de Ari Borovoy, integrante de OV7 y creador del 90's Pop Tour. Su imagen fue añadida en los subsiguientes tirajes, así como en las plataformas digitales.

## Certificaciones
| País   | Organismo certificador | Certificación | Ventas certificadas | Ref.  |
| ------ | ---------------------- | ------------- | ------------------- | ----- |
| México | AMPROFON               | Platino       | 60 000              | [ 2 ] |